# Anna-Vari Arzur
 (juin 2024).
Anna-Vari Arzur née le 10 avril 1921 à Plouvien (Finistère) et morte le 7 mai 2009 à Bohars (Finistère) est une religieuse catholique et enseignante française.
Figure emblématique du monde culturel breton, elle est la fondatrice en particulier du centre culturel Skolig al Louarn.

## Jeunesse et carrière
Née dans une famille paysanne de dix enfants, Anna-Vari Arzur, après sa formation au noviciat des Sœurs de l’Immaculée Conception à Saint-Méen-le-Grand, a suivi des études supérieures en mathématiques et sciences physiques. Elle est professeur dans l'enseignement catholique à Lesneven (Finistère) de 1945 à 1970 et termine sa carrière au centre de formation pédagogique de Brest.

## Action culturelle
Dès 1970, elle enseigne le breton en plus des mathématiques et de la physique et promeut l'enseignement du breton, en particulier dans l'enseignement catholique.
Retraitée, elle fonde en 1982 Skolig al Louarn (La petite école du renard ou école buissonnière en breton), à la fois centre culturel breton à Plouvien et projet de diffusion et de connaissance du breton. Skolig al Louarn deviendra également maison d'édition, publiant plusieurs ouvrages issus du travail des milliers d'enfants, en particulier en 1987 Dis raconte moi la Bretagne. Kont din 'ta va Bro.
Elle crée également le mensuel en langue bretonne Ero Nevez (« le nouveau sillon »). Elle est active au sein de la fédération de promotion de la langue bretonne Emgleo Breiz et du mouvement culturel Bleun Brug,.

## Distinction et récompenses
Elle reçoit en 1993 le collier de l'ordre de l'Hermine et en 1994 le prix Hervé Le Menn pour son action culturelle.